# Lomita (San Diego)
Pour l’article homonyme, voir Lomita.
Lomita, également connu sous le nom de Lomita Village, est un quartier urbain du sud-est de San Diego, en Californie. 

## Contexte
Le village de Lomita est en grande partie construit au début des années 1950 et abrite alors une importante population de familles militaires. C'est un quartier en grande partie résidentiel, avec quelques développements commerciaux à petite échelle

## Géographie
Le quartier est délimité par Meadowbrook Drive et Skyline West à l'ouest, La Presa non constituée à l'est et Skyline East au sud, et Jamacha au nord. Les principales artères du quartier comprennent la rue San Vicente et l'avenue Worthington. Le quartier fait partie de la zone de planification communautaire Skyline-Paradise Hills. 
La communauté Skyline-Paradise Hills dans son ensemble représente environ 4 500 habitants. 

## Démographie
Les statistiques démographiques, qui ne sont disponibles que pour la partie de Lomita en limite de Jamacha, sont les suivantes : les Hispaniques et Latino-Américains constituent le groupe le plus important avec 51,1 %, suivis des Afro-Américains à 17,7 %, des Asiatiques à 13,6 %, des Blancs non hispaniques à 13,0 %, Métis à 3,9 % et autres à 0,7 %.